# Wiener Übereinkommen über konsularische Beziehungen

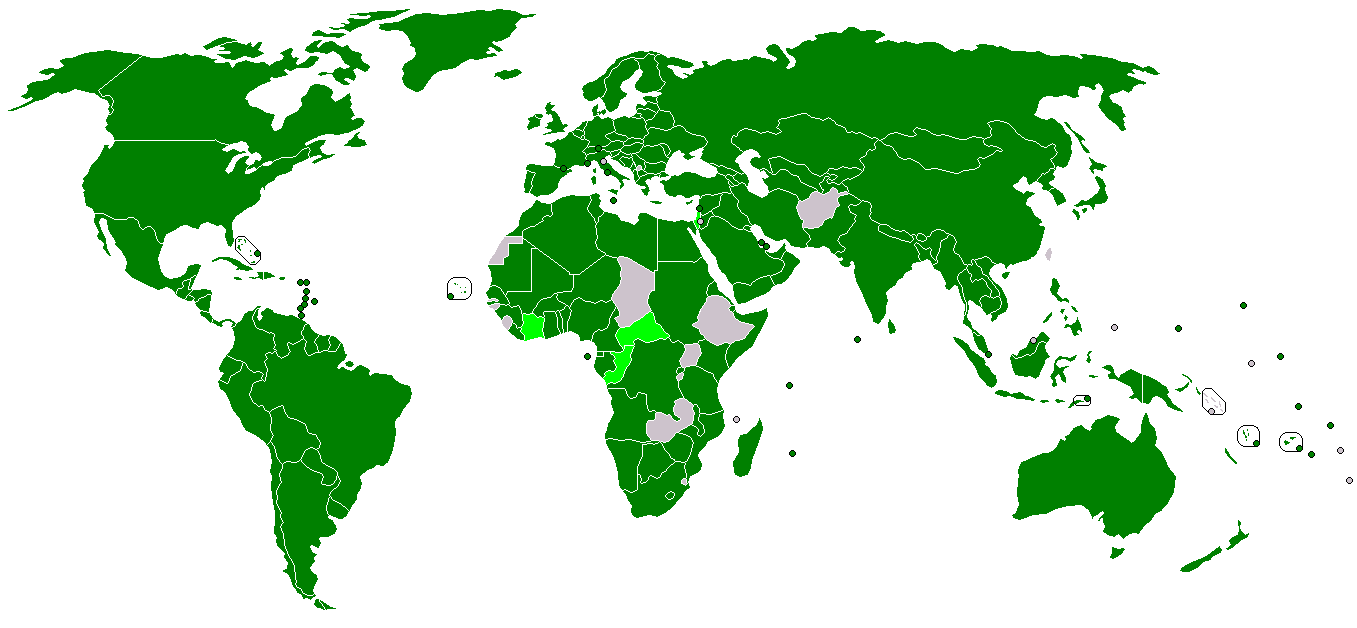
Karte der beteiligten Staaten bis 2010
(ratifiziert – dunkelgrün, nur signiert – hellgrün)

Das Wiener Übereinkommen über konsularische Beziehungen (WÜK) vom 24. April 1963 ist ein völkerrechtlicher Vertrag, der 1967 in Kraft trat und bis November 2021 von 182 Staaten unterzeichnet wurde. Das Übereinkommen regelt die konsularischen Beziehungen zwischen den Vertragsstaaten, die Bedingungen, unter denen konsularische Aufgaben von Konsularbeamten ausgeübt werden, und die diesen gewährten Erleichterungen, Vorrechte und Immunitäten. Die Konsularbeamten werden in einem Staat (Empfangsstaat) tätig und nehmen dort Interessen eines anderen Staates (Entsendestaat) wahr. Eine konsularische Vertretung im Sinne dieses Übereinkommens ist jedes Generalkonsulat, Konsulat, Vizekonsulat und jede Konsularagentur.
Das Wiener Übereinkommen über konsularische Beziehungen gehört zum kodifizierten internationalen Konsularrecht.

## Konsularische Aufgaben
Zu den konsularischen Aufgaben gehört es unter anderem (Art. 5 des Übereinkommens),
- die Interessen des Entsendestaates sowie seiner Angehörigen, und zwar sowohl natürlicher als auch juristischer Personen, im Empfangsstaat innerhalb der völkerrechtlich zulässigen Grenzen zu schützen;
- die Entwicklung der kommerziellen sowie wirtschaftlicher, kultureller und wissenschaftlicher Beziehungen zwischen dem Entsendestaat und dem Empfangsstaat zu fördern;
- den Angehörigen des Entsendestaats Pässe und Reiseausweise und den Personen, die sich in den Entsendestaat zu begeben wünschen, Sichtvermerke oder entsprechende Urkunden auszustellen;
- den Angehörigen des Entsendestaats, und zwar sowohl natürlichen als auch juristischen Personen, Hilfe und Beistand zu leisten;
- notarielle, zivilstandsamtliche und ähnliche Befugnisse auszuüben sowie bestimmte Verwaltungsaufgaben wahrzunehmen;
- gerichtliche und außergerichtliche Urkunden zu übermitteln und Rechtshilfeersuchen zu erledigen.

## Geschichte
Das Übereinkommen wurde am 24. April 1963 in Wien verabschiedet, als Abschluss der Konferenz der Vereinten Nationen über konsularische Beziehungen, die vom 4. März bis 22. April 1963 in der Neuen Hofburg stattfand. Die offiziellen Texte sind in Englisch, Französisch, Chinesisch, Russisch und Spanisch verfasst. Diese Sprachen, die das Übereinkommen vorsieht, sind gleichermaßen verbindlich.

## Fundstellen
- Deutscher Text des Übereinkommens
- Schweizer Text des Übereinkommens (Anhang: Liste der Vertragsstaaten)